# جیسون دانسکین
جیسون دانسکین (انگلیسی: Jason Danskin؛ زادهٔ ۲۸ دسامبر ۱۹۶۷) بازیکن فوتبال اهل بریتانیا است.
از باشگاه‌هایی که در آن بازی کرده‌است می‌توان به باشگاه فوتبال نورتویچ ویکتوریا و باشگاه فوتبال اورتون اشاره کرد.